# Хивинский поход (1717)
Хивинский поход или Хивинская экспедиция — военный поход русских войск в Среднюю Азию и Хивинское ханство в 1717 году под руководством князя капитан-поручика Преображенского полка  А. Бекович-Черкасского.

## Предыстория

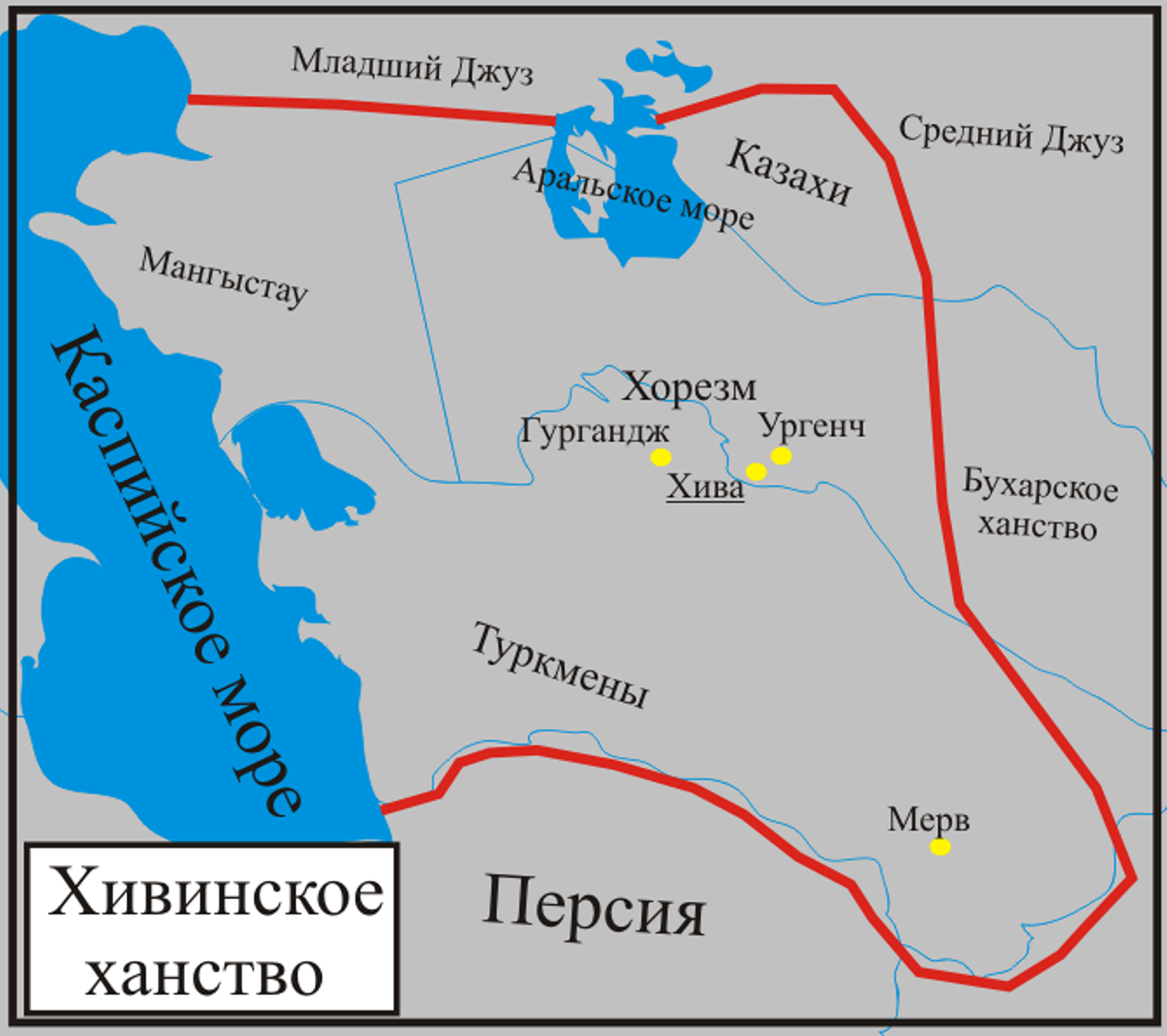
Хивинское ханство

Русские правители ещё до Петра I обратили свое внимание на Туран, в особенности о завоеваниях в этой обширной и совершенно неизвестной русским стране.
В XIX веке российский генерал-лейтенант Михаил Терентьев в своих исторических сочинениях писал, что в 1700 году прибывший хивинский посланец вручил Петру Алексеевичу грамоту от хивинского хана Шаниаза, который просил принять его, со всем подвластным ему народом, в подданство Русского царства. Шаниаз намеривался лишь номинально принять подданство с целью защиты его от притязаний бухарского хана. Петр I охотно согласился, однако решив подчинить себе ханство не номинально, а в действительности.
Одной из причин экспедиции являлся рассказ знатного туркмена Ходжи Нефеса, Трухменскаго колена Садыръ, что якобы в Амударье имеются богатые золотые пески, и хивинцы, дабы скрыть это, с помощью специальной дамбы отвели течение реки в Аральское море. Полагалось, что течение легко можно будет восстановить, и потом получить доступ к месторождениям золота.
2 июня 1714 года Пётр I издает указ «О посылке преображенского полка капитан-поручика князя Александра Бековича-Черкасского для отыскания устьев реки Дарьи…». К этому времени сведения о среднеазиатских государствах, географии региона, маршрутах в Индию в России были крайне отрывочны и фрагментарны.
14 февраля 1716 года Пётр I вручил Бековичу лично им написанную следующую инструкцию:
1. Исследовать прежнее течение Амударьи и, если возможно, опять обратить её в старое русло;
2. Склонить хивинского хана в подданство;
3. На пути к Хиве и особенно при устье Амударьи устроить, где нужно, крепости;
4. Утвердившись там, вступить в сношения с бухарским ханом, склоняя и его к подданству;
5. Отправить из Хивы, под видом купца, поручика Кожина в Индостан для проложения торгового пути, а другого искусного офицера в Эркет для разыскания золотых руд.

В распоряжение Бековичу давалось 4 000 регулярных войск, 2 000 (1 500) яицких и (500) гребенских казаков и 100 драгун, да татар 500, а в Казани он набрал эскадрон шведских пленных, дав над ними начальство майору Франкенбергу (шлезвигцу; кроме того, в экспедицию вошли несколько морских офицеров, а именно Лебедев, Рентель, Кожин, Давыдов и штурман Брант, два инженера и два купца. Также с ним был трухменец Хаджи-Нефес (автор прожекта сего) и князь Саманов, персидский князёк из Гиляни (перекрест, живший в Астрахани и компаньон и обманщик Хаджи Нефеса (compère ou dupe de Hadji-Nefese)).
Большая часть 1716 года прошла в приготовлениях, которые производились в Астрахани. Здесь Александр Бекович побывал ещё в 1715 году и исследовал берега моря; результатом явилась первая русская карта Каспийского моря, составленная им, за что он был произведен в капитаны гвардии.
В сентябре 1716 года Бекович выступил из Астрахани, взял с собою три полка и шведов, а казаков и драгун оставил в Астрахани, в Каспийское море и имел остановки у мыса Тюк-Карагана и тут была основана Тук-Караганская крепость (при мысе Тук-Караган) и оставлен в ней Пензенский полк, в заливе Александровском (в 120 верстах от Тук-Караганской крепости при заливе поставил он другую, Александр-Байскую, и оставил в ней три роты) и у урочища Красные воды (при заливе Красноводском заложил главную и в ней оставил Крутоярский и Риддеров полк (в 300 верстах от Александр-Байской и в столько же от Астрабата)); везде были оставлены отряды для постройки крепостей. У урочища Красные воды Бекович рассчитывал найти прежнее устье Амударьи, отсюда же он послал двух послов (которые не вернулись) в Хиву, а сам поехал обратно в Астрахань.

## Состав отряда
В состав экспедиции (похода) изначально входили три пехотных полка: Пензенский, Крутоярский и Риддеров. Эти полки были оставлены гарнизонами в построенных ими на каспийском побережьи Тюк-Караганской, Александровской и Красноводской крепостях. Непосредственно к Хиве Бекович отправился со следующим отрядом: две пехотные роты с артиллерией, драгунский эскадрон майора Франкенберга в количестве 500 сабель (набранный в Казани из числа пленных шведов), 500 гребенских казаков (атаман Басманов), 500 ногайцев. В Гурьеве к отряду присоединилось 1500 яицких казаков (атаманы Иван Котельников, Зиновий Михайлов и Никита Бородин). Из числа известных лиц при отряде находились: князь Саманов (крещенный перс), Мурза Тевкелев, астраханский дворянин Кирейтов, майоры Франкенберг и Пальчиков, братья князя Бековича: Сиюнч и Ак-Мирзу, посланный от калмыцкого хана Аюки калмык Бакша и туркмен Ходжа Нефес (проводники экспедиции). В походе через безлюдные степи отряд питался кашей и казенными сухарями. Изредка практиковалась охота на сайгаков. В качестве вьючных животных наряду с лошадьми использовались и верблюды. Также в составе экспедиции находился купеческий караван в количестве 200 человек.
Из источника Михаила Терентьева, экспидиционная армия Бековича состовляла следующие:
- 3727 пехоты
- 617 кавалеристов
- 2000 казаков
- 26 артиллеристов при 22 орудиях
- 232 человек из морской команды
- 1 инженер и 2 ученика - для построении крепостей
- 4 лекаря
- 21 дворян
- 2 толмача
- 15 писцов
- 8 чиновников

Итого: 6655

## Ход событий
Выйдя весной (не раньше середины апреля) из Астрахани, Бекович пошёл к Гурьеву. В июне отряд выступил из Гурьева к Хиве. Путь от Гурьева до реки Эмбы отряд преодолел в 10 дней.
На пятый день пути от русского царя Петра было получено повеление послать через Персию в Индию «надёжного человека, знакомого с туземным языком, для разведок о способах торговли и добывания золота». Бекович отправил мурзу — майора Тевкелева, но он был арестован в Астрабате (спустя долгое время, благодаря посредничеству российского посла при персидском дворе, Волынского, был освобождён).
По отправлении Тевкелева Бекович продолжал путь около месяца. Он миновал горы Иркетские (Устюрт) и вышел 15 августа к устью реки Амударьи. До Хивы оставалось не более 120 верст, у урочища Карагач — как раз в этом месте, по легенде, находилась плотина, запрудившая воду старого русла Амударьи.
Здесь их встретил хивинский Шергази-хан с 24-тысячным войском (по другим данным, хивинское войско было гораздо меньшим, хотя и превышало в несколько раз русский отряд). После трёхдневного боя хивинская конница была отброшена и не могла уже помешать дальнейшему движению к Хиве. Казаков и солдат за окопами было побито не больше десяти человек, а хивинцев с киргизами и туркменами полегло около тысячи. Тогда хан отправил послов с мирными предложениями и приглашением Бековича в Хиву для окончательных переговоров.
Бекович прибыл с отрядом в 500 человек, оставив начальником над остальным войском майора Франкенберга. В то же время хан стал уверять Бековича, что для того, чтобы хивинцы могли прокормить все прибывшие русские войска, их необходимо расставить отрядами в пяти разных городах. Согласившись с предложением, Бекович заставил Франкенберга, дважды отказавшегося исполнить его волю, разделить всё войско на 5 отрядов и отправить их в указанные города. Когда отряды отошли на значительное расстояние от Хивы, хивинцы внезапно напали на отряд Бековича и уничтожили его. Сам Бекович был заколот кинжалом во время банкета в г. Порсу (108 вёрст на северо-запад от Хивы). Так же поступили они и с остальными отрядами, из которых только очень немногим удалось спастись. При этом с тела Бековича сняли кожу, вывесив его в качестве чучела над воротами Хивы. Впрочем, сведения о большом количестве русских пленных в Хиве могут свидетельствовать о том, что масштабного избиения русских хивинцами всё же не произошло.

## Последующие события
Голову Бековича хивинский хан отправил в дар бухарскому хану. Видя неудачу похода, в 1718 году был морем эвакуирован гарнизон Красноводска, однако часть солдат погибла на обратном пути при кораблекрушении. 97 спаслись и при помощи союзных казахов были отправлены в Астрахань.
В конце 1740 года шах Ирана (Персии) Надир-шах взял Хиву и освободил томившихся там русских пленных, оделив их деньгами и лошадьми для возвращения в Россию.
Считалось, что непосредственно на отряд самого Бековича напали туркмены из племени йомудов. Когда в 1873 году генерал-губернатор Туркестанского края Кауфман приказал генерал-майору Головачёву совершить карательный рейд на отказывающееся принять русское подданство племя и уничтожить их кочевья, общественное мнение в Российской империи восприняло это событие в том числе и как месть за Бековича. По другой версии, карательный рейд совершил отряд Веревкина, который разорил город Мангит.

## В литературе
Поход описан Григорием Данилевским в повести «На Индию при Петре I», Евгением Войскунским и Исаем Лукодьяновым  в романе «Экипаж "Меконга"» (1961), Александром Родионовым в романе «Князь-раб» (2006), Владимиром Шигиным в романе «Завещание Петра Великого» (2022).